# Barbara Karczmarewicz
Barbara Karczmarewicz (ur. 2 grudnia 1910 w Warszawie, zm. 21 stycznia 1998 w Krakowie) – polska tancerka, primabalerina Teatru Wielkiego w Warszawie i Opery im. Stanisława Moniuszki w Poznaniu.

## Życiorys
Od 1919 do 1927 kształciła się w Warszawie pod kierunkiem Marii Sznarowskiej, Zuzanny Spałkowskiej i Piotra Zajlicha. Od 1921 związana z Teatrem Wielkim w Warszawie (solistka od 1929, primabalerina od 1933 do 1939). Wykonywała m.in. partie solowe w operetkach, które wystawiane były w związku z ograniczeniem repertuaru z powodu kryzysu ekonomicznego. Była częścią zespołu baletowego Feliksa Parnella, który otrzymał I miejsce podczas olimpiady tanecznej w Berlinie w 1936. W latach 1945–1947 przebywała w Krakowie, gdzie obok występów estradowych zajmowała się działalnością pedagogiczną. W 1947 wystąpiła w przedstawieniu Z krakowiakiem do Wrocławia inaugurującym baletową działalność Opery Dolnośląskiej. Przez jeden sezon (48/49) występowała jako solistka bytomskiej Opery Śląskiej. W latach 1949–1971 była primabaleriną poznańskiej Opery im. Stanisława Moniuszki. W 1953 oznaczona została Krzyżem Kawalerskim Orderu Odrodzenia Polski. Od 1954 do 1972 nauczała tańca klasycznego w Państwowej Szkoły Baletowej w Poznaniu.

## Wybrane role
(opracowano na podstawie materiału źródłowego)
- Rosetta w Pulcinelli Igora Strawinskiego
- Królewna w Kleksie Władysława Macury
- Katarzyna w Na kwaterze Stanisława Moniuszki
- Ptak w Ognistym ptaku Strawinskiego
- Swanilda w Copélli Léo Delibesa
- Lizetta w Przekornej Lizettcie P. Hertela
- Sulmitka w Legendzie o Józefie Richarda Straussa
- Bogini Górnictwa w Panu Twardowskim Ludomira Różyckiego
- Panna Młoda w Harnasiach Karola Szymanowskiego